# Met de dood voor ogen
Met de dood voor ogen is een hoorspel van Henk van Kerkwijk. De VARA zond het uit op woensdag 26 juli 1978, van 21:00 uur tot 22:15 uur. De regisseur was Ad Löbler.

## Rolbezetting
- Paul van der Lek (Adam Walter)
- Gerrie Mantel (zijn vrouw)
- Hans Karsenbarg (technicus Evert Zandstra)
- Jan Borkus (Van Ooren)
- Paul Deen (Van Zeggelen)
- Willy Ruys (slager)
- Corry van der Linden (de majoor van het Leger des Heils)
- Dick Scheffer (de reporter)
- Cees van Ooyen & Olaf Wijnants (de mannen in de bar)
- Barbara Hoffman (de studiomedewerkster)
- Maria Lindes (Jenny)
- Joke Reitsma-Hagelen (de secretaresse)

## Inhoud
Dit hoorspel speelt in het wereldje van de omroep. De hoofdpersoon is een omroepmedewerker die belast is met het voorbereiden van “in-memoriamprogramma’s”. Net als de schrijvende pers hebben de media van en over belangrijke personages materiaal klaar liggen dat bij hun overlijden maar hoeft te worden aangevuld om een snelle en toch gedetailleerde herdenkingsuitzending mogelijk te maken. De mensen die dat werk doen, zijn een soort doodgravers in afwachting. Bij “doodgraver” Adam Walter loopt alles mis. Zijn werk neemt hem zo in beslag dat zijn vrouw erdoor gefrustreerd raakt en hij een echtscheiding onder ogen moet zien. En zijn directeur wil hem kwijt, omdat hij een keer nalatig is geweest bij het maken van een opname van een afscheidsrede van een in de omroepwereld zo belangrijk individu als een scheidende voorzitter. Maar wat erger is: er loopt iets mis met al zijn banden…